# Poliammide

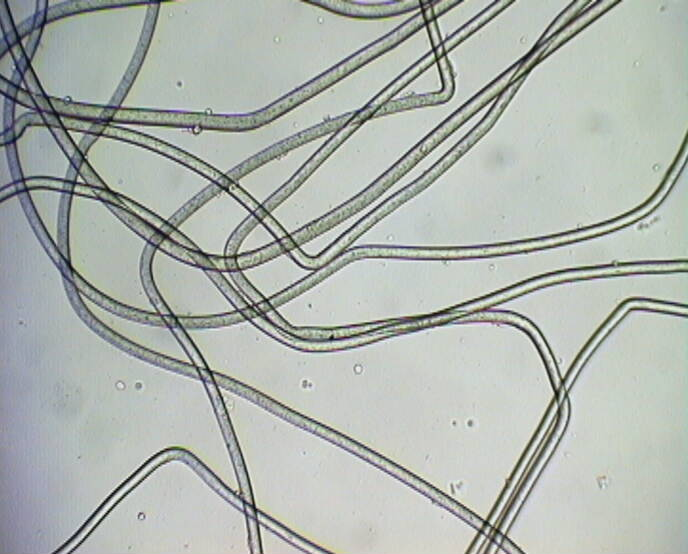
Poliammide vista al microscopio

Le poliammìdi (PA) sono macromolecole caratterizzate dal gruppo ammidico CO-NH, da cui dipendono molte proprietà di questo tipo di composti.
Le poliammidi possono essere sintetizzate tramite polimerizzazione per condensazione di un acido dicarbossilico e di una diammina oppure tramite polimerizzazione per apertura d'anello di un lattame.
La sigla utilizzata nell'etichettatura tessile per identificare le poliammidi è "PA".

## Caratteristiche
Le caratteristiche dei singoli tipi di poliammidi non differiscono molto: peso specifico relativamente basso, resistenza agli urti e all'usura, discreto isolamento elettrico, resistenza ai solventi, agli oli, ai grassi e ai carburanti. Auto estinguenti, hanno un elevato assorbimento di umidità, quindi non sono indicate a contatto con l'acqua o quando si vogliono mantenere tolleranze impegnative.

## Classificazione delle poliammidi

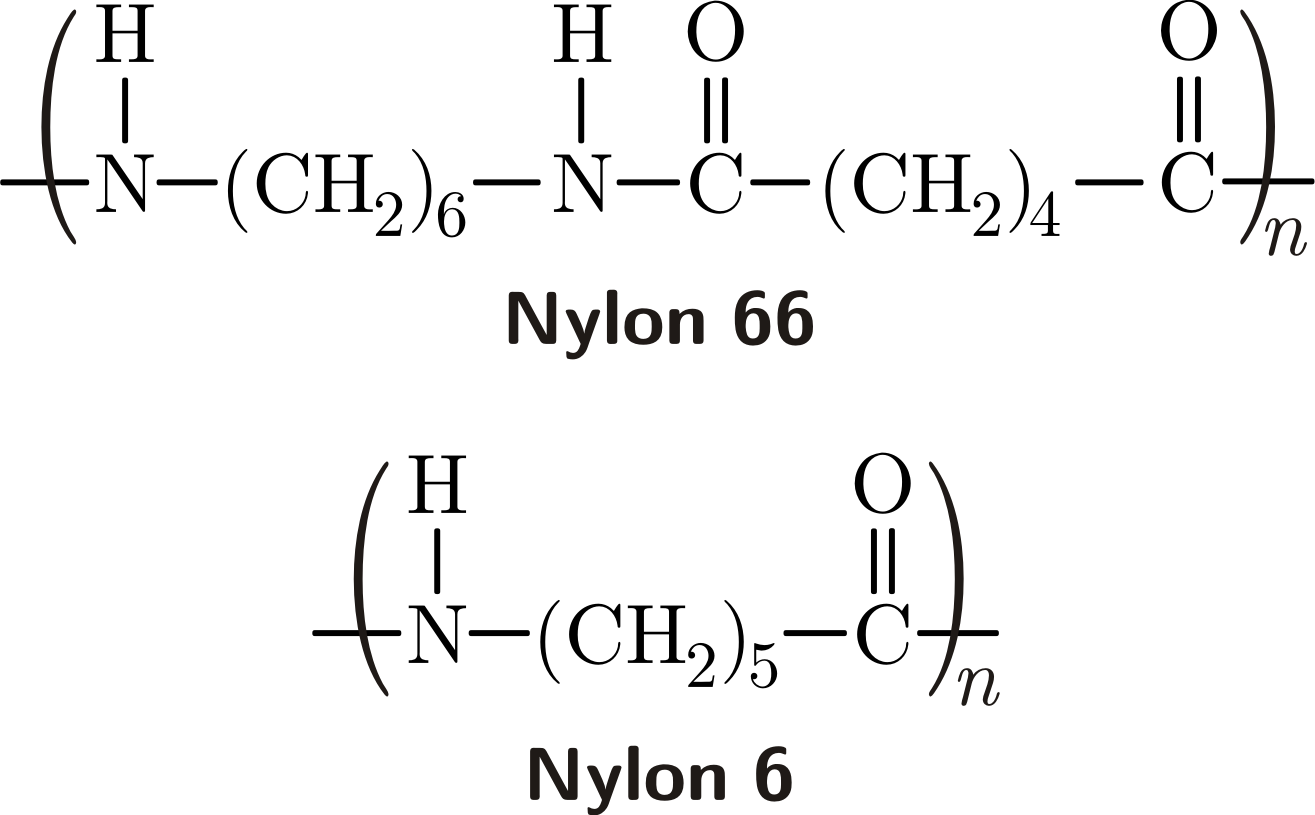
Formula di struttura di due poliammidi: il nylon 6,6 (in alto) e il nylon 6 (in basso)

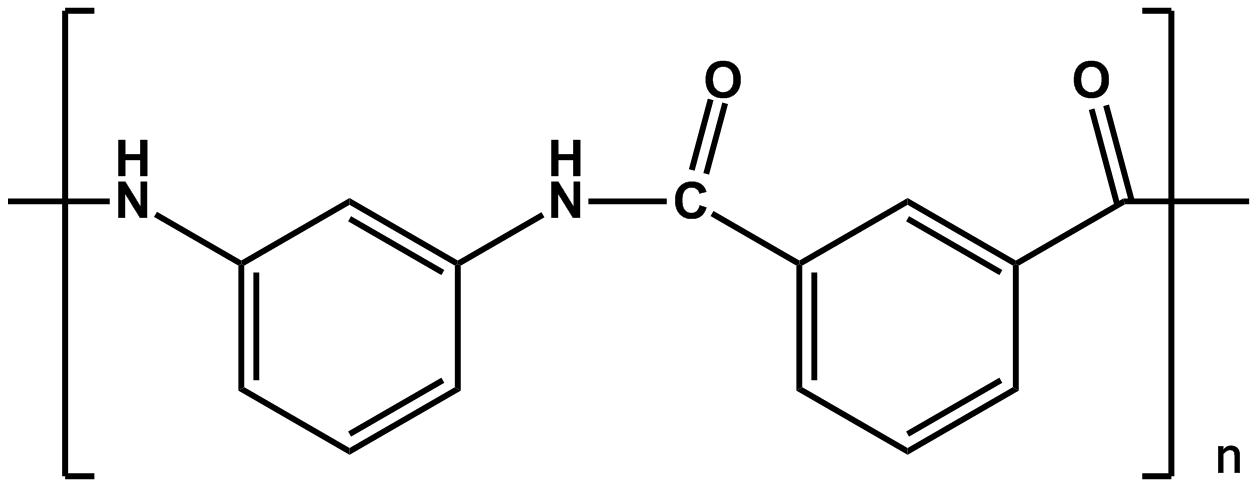
Formula di struttura del Nomex, un'aramide

Alle poliammidi appartengono due tipi di materiali:
- nylon: poliammidi alifatiche e semi aromatiche[5]
- aramidi (Kevlar e Nomex): poliammidi aromatiche.

Esistono inoltre numerosi tipi di poliammidi ottenute facendo reagire tra loro le molecole più diverse che contengono le funzioni adatte alla formazione di tale legame caratteristico. Ad esempio, dal punto di vista chimico, anche le proteine sono sistemi poliammidici, poiché sono caratterizzate dal legame tra un gruppo acido -CO e un gruppo amminico -NH.

### Poliaramidi
Una classe particolare di nylon speciali, detti poliaramidi è ottenuta da diammine aromatiche e acidi aromatici. I più conosciuti sono il Nomex e il Kevlar.
- Il Nomex deriva dalla policondensazione dell'acido isoftalico e della m-fenilendiammina. Presenta un'elevata capacità antifiamma e viene usato per la realizzazione delle tute dei vigili del fuoco.
- Il Kevlar deriva dalla policondensazione dell'acido tereftalico e della p-fenilendiammina. La sua caratteristica principale è l'elevata resistenza alle trazioni e agli urti. Viene usato in svariati campi, dalle corde ai giubbotti antiproiettile.